# Héctor Miguel Antonio Dada Hirezi
Héctor Miguel Antonio Dada Hirezi (* 12. April 1938 in San Salvador) ist ein Politiker in El Salvador.

## Leben
Zu seinen politischen Weggefährten gehörten Guillermo Manuel Ungo und Abraham Rodríguez. In den 1960er Jahren organisierte Luis Chávez y González Studienzirkel zur Soziallehre der katholischen Kirche. An diesen Zirkeln nahmen auch Gründer der Partido Demócrata Cristiano wie Hirezi und José Napoleón Duarte teil. Von 1966 bis 1970 war er Abgeordneter im Parlament. Später war er Stadtrat in San Salvador.
Am 9. Januar 1980 wurde in El Salvador die zweite Junta Revolucionaria de Gobierno, eine semimilitärische Regierung gebildet. In dieser nahmen zwei Militärs aus der vorangegangenen Junta, Adolfo Arnoldo Majano und Jaime Abdul Gutiérrez sowie die zivilen Politiker Dada Hirezi als Außenminister und José Antonio Morales Ehrlich beide von der Partido Demócrata Cristiano sowie der Mediziner José Ramón Avalos teil. Am 3. März 1980 trat Dada Hirezi von seinem Amt als Minister in der Junta zurück.
Nach dem Friedensvertrag von Chapultepec kehrte er 1991 aus dem Exil nach El Salvador zurück. Er leitete die Facultad Latinoamericana de Ciencias Sociales (Flacso). Mit der Iniciativa Ciudadana (IC) einer nicht parteipolitische Bewegung in San Salvador kehrte er in die Politik und in den Stadtrat von San Salvador, während der beiden Amtszeiten von Héctor Ricardo Silva Argüello (1997–2000, 2000–2003) als Bürgermeister von San Salvador, zurück.
Héctor Miguel Dada Hirezi ist Generalsekretär Partei Cambio Democrático die sich am Wahlkampf für Mauricio Funes als Präsident beteiligte. Am 1. Juni 2009 wurde Hirezi Wirtschaftsminister im Regierungskabinett von Mauricio Funes.
Bei einem Staatsbesuch in Chile erhielt Héctor Dada Hirezi am 8. April 2010 den Verdienstorden „Bernardo O’Higgins“.
Am 18. April 2010 äußerte er sich zum Freihandelsabkommen der Europäischen Kommission mit den Regierungen Zentralamerikas. Es sei noch keine Unterschrift zu dem Vertragswerk zugesagt.